# 長尾正人 (育種学者)
長尾 正人（ながお せいじん、1901年10月21日 - 1986年10月1日）は、日本の植物育種学者。理学博士（京都帝國大學）。

## 生涯[2]
香川県生まれ。1926年、北海道帝國大學農学部卒業。その後、北海道帝国大学農学部助手、京都帝国大学農学部助手、1933年には京都帝国大学にて「Number and behavior of chromosomes in the genus narcissus　水仙属植物における染色体の数並びに行動について」で理学博士受く。東京農業大学専門部専任講師を経て、1935年、北海道帝国大学農学部助教授。1939年、同農学部教授。1949年、北海道大学農学部教授。1961年、同農学部長。1965年、北海道大学停年退官。同名誉教授。北海道武蔵女子短期大学教養科教授。1967年、北海道武蔵女子短期大学学長。1981年、北海道武蔵女子短期大学退職。

## 受賞歴
- 日本学士院賞（1965年）
- 勲二等瑞宝章（1971年）

## 主著
- 『大麦の遺伝学』(高橋萬右衛門と共著、北方出版社、1947年)
- 『植物育種學』(高橋萬右衛門と共著、柏葉書院、1948年)
- 『甜菜 栽培と管理』(北海道大学甜菜研究会編、博友社、1959年)
- 『作物育種』（鈴木道雄と共著、朝倉書院、1961年）

## 注
1. ↑  『北海道人物・人材情報リスト2004 なーわ』（日外アソシエーツ編集・発行、2004年）p1491
2. ↑  コトバンク、コトバンク
3. ↑  博論データベース

| スタブアイコン | サブスタブ | この項目は、まだ閲覧者の調べものの参照としては役立たない、人物に関連した書きかけの項目です。この項目を加筆・訂正などしてくださる協力者を求めています（P:人物伝/PJ:人物伝）。 |